# Cosmostigma
Cosmostigma es un género de plantas fanerógamas de la familia Apocynaceae. Contiene cinco especies.

## Distribución y hábitat
Es originario de Asia. Se distribuye por China, India, Filipinas y Sri Lanka donde se encuentra en los bosques húmedos a lo largo de los valles.

## Descripción
Son enredaderas o lianas con látex incoloro; las ramas  glabras o amarillentas. Las hojas herbáceas o con tacto de papel, de 5-11 cm de largo y 4.8 cm de ancho, ovadas, basalmente cordadas, con el ápice agudo, glabras o amarillentas.
Las inflorescencias son extra-axilares, solitarias, con 6-15 flores, simples.

## Taxonomía
El género fue descrito por Robert Wight y publicado en Contributions to the Botany of India 41. 1834.

## Especies
| - Cosmostigma acuminata Wight - Cosmostigma cordatum (Poir.) M.R.Almeida - Cosmostigma hainanense Tsiang - Cosmostigma philippinense Schltr. - Cosmostigma racemosa Wight |